# 응우옌프엉카인
응우옌프엉카인(베트남어: Nguyễn Phương Khánh, 1995년 4월 5일 ~ )은 미스 어스 2018에서 우승을 차지한 베트남의 미인 대회 우승자이다. 미스 어스 타이틀을 획득한 최초의 베트남 여성이자 빅4 인터내셔널 미인 대회에서 우승한 최초의 베트남 여성이다.

## 어린 시절과 교육
응우옌프엉카인은 베트남 메콩강 삼각주 지방의 벤째성에서 자랐다. 어린 시절에는 자신의 부모가 이혼한 것을 목격했다. 그의 어머니인 응우옌티프엉(Nguyễn Thi Phuong)은 벤째성 타인푸현에서 중등학교 교사로 근무했다. 그에게는 두 명의 형제가 있는데 그 중 한 명은 베트남에서 메이크업 아티스트로 활동했다. 싱가포르에 위치한 커틴 교육 센터에서 마케팅, 경영학을 전공했으며 베트남어, 프랑스어, 영어에 능통했다.

## 미인 대회 참가
응우옌프엉카인은 2018년 4월에 열린 미스 시 베트남 글로벌(Miss Sea Vietnam Global) 미인 대회에서 2위를 차지하면서 2억 베트남 동의 상금을 획득했다.

### 미스 어스 베트남 2018 참가
응우옌프엉카인은 2018년 8월에 베트남의 프랜차이즈 소유주가 미스 어스 베트남 2018과 다른 미인 대회 참가자 및 모델 이벤트 대표를 선발하기 위해 주최한 캐스팅 이벤트인 리딩 미스 어스 베트남(Leading Miss Earth Vietnam)에 합류했다. 그는 베트남 문화체육관광부의 승인을 받은 다음에 나중에 미스 어스 베트남 2018로 내정되었다.

### 미스 어스 2018
응우옌프엉카인은 2018년 11월 3일에 필리핀 메트로 마닐라 파사이에 위치한 몰 오브 아시아 아레나에서 열린 미스 어스 2018 대회에서 베트남 대표로 참가하여 우승을 차지했다.
대회 기간 동안에는 미스 푸에르토프린세사 센트로 호텔, 미스 로빅 빌더스, 미스 루즈 뷰티 케어 앤 스파 등 스폰서에서 수여한 각종 상을 수상했다. 또한 내셔널 코스튬 부문(아시아 및 오세아니아)과 이브닝 드레스 부문(워터 그룹)에서 금메달을, 수영복 심사 부문(워터 그룹)에서 은메달을 획득했다.
마지막 질의 응답 라운드에서 상위 4명의 참가자에게 사회자가 "밀레니얼 세대로서 가장 시급한 이슈는 무엇이라고 생각하시나요?"라는 질문을 던졌을 때에 그는 이렇게 대답했다.
안녕하세요, 여러분. 제 대답은 우리의 무지입니다. 우리는 많은 기술을 가지고 있고 소셜 미디어를 사용할 뿐이고 우리 자신에게만 관심이 있습니다. 우리는 지금 지구에서 일어나고 있는 일에 대해 생각하고 느끼는 데 시간을 보내야 합니다. 백만 명을 곱한 작은 행동 하나로 세상을 바꿀 수 있습니다.

미스 어스 2018은 베트남이 빅4 국제 미인 대회에서 처음으로 우승한 대회이다. 응우옌프엉카인은 미스 어스 2018에서 우승을 차지한 지 1주일 만에 베트남으로 돌아와 호찌민시에 위치한 떤선녓 국제공항에서 가족, 친구, 지지자들의 성대한 환영을 받았다. 2018년 11월 12일에는 호찌민시에 위치한 화이트 팰리스 컨벤션 센터에서 열린 기자 회견에서 프레젠테이션을 진행했다.
2018년 11월 16일에는 자신의 고향인 벤째성의 불우한 이웃들에게 선물을 전달하고 모교를 방문했다. 2018년 12월 11일에는 호찌민시에서 그의 미스 어스 우승을 축하하는 환영 및 감사 파티가 열렸는데 이 파티에는 미스 어스 2017에서 우승을 차지한 콜롬비아 출신의 모델인 카렌 이바스코, 미스 어스 에어 2016 타이틀을 차지한 콜롬비아 출신의 모델인 미셸 고메스가 참석했다.